# Nuoto in acque libere ai campionati mondiali di nuoto 2015
Le gare di nuoto di fondo ai Campionati mondiali di nuoto 2015 si sono svolte dal 25 luglio al 1º agosto 2015. Tutti gli eventi si sono svolti nelle acque del fiume Kazanka.

## Calendario
Orario locale (UTC+3).
| Data           | Ora   | Evento         |
| -------------- | ----- | -------------- |
| 25 luglio 2015 | 10:00 | 5 km donne     |
| 25 luglio 2015 | 13:00 | 5 km uomini    |
| 27 luglio 2015 | 12:00 | 10 km uomini   |
| 28 luglio 2015 | 12:00 | 10 km donne    |
| 30 luglio 2015 | 12:00 | 5 km a squadre |
| 1 agosto 2015  | 8:00  | 25 km uomini   |
| 1 agosto 2015  | 8:15  | 25 km donne    |

## Podi

### Uomini
| Evento           | Oro               | Tempo     | Argento        | Tempo     | Bronzo              | Tempo     |
| 5 km (dettagli)  | Chad Ho           | 55'17"6   | Rob Muffels    | 55'17"6   | Matteo Furlan       | 55'20"0   |
| 10 km (dettagli) | Jordan Wilimovsky | 1h49'48"2 | Ferry Weertman | 1h50'00"3 | Spyridōn Gianniōtīs | 1h50'00"7 |
| 25 km (dettagli) | Simone Ruffini    | 4h53'10"7 | Alex Meyer     | 4h53'15"1 | Matteo Furlan       | 4h54'38"0 |

### Donne
| Evento           | Oro               | Tempo     | Argento               | Tempo     | Bronzo            | Tempo     |
| 5 km (dettagli)  | Haley Anderson    | 58'48"4   | Kalliopi Araouzou     | 58'49"8   | Finnia Wunram     | 58'51"0   |
| 10 km (dettagli) | Aurélie Muller    | 1h58'04"3 | Sharon van Rouwendaal | 1h58'06"7 | Ana Marcela Cunha | 1h58'26"5 |
| 25 km (dettagli) | Ana Marcela Cunha | 5h13'47"3 | Anna Olasz            | 5h14'13"4 | Angela Maurer     | 5h15'07"6 |

### Gara a squadre
| Evento          | Oro                                                    | Tempo   | Argento                                                          | Tempo   | Bronzo        | Tempo         |
| 5 km (dettagli) | Germania Rob Muffels Christian Reichert Isabelle Härle | 55'14"4 | Brasile Allan do Carmo Diogo Villarinho Ana Marcela Cunha        | 55'31"2 | Non assegnato | Non assegnato |
| 5 km (dettagli) | Germania Rob Muffels Christian Reichert Isabelle Härle | 55'14"4 | Paesi Bassi Marcel Schouten Ferry Weertman Sharon van Rouwendaal | 55'31"2 | Non assegnato | Non assegnato |

## Medagliere
| Pos.   | Paese       | Oro | Argento | Bronzo | Totale |
| ------ | ----------- | --- | ------- | ------ | ------ |
| 1      | Stati Uniti | 2   | 1       | 0      | 3      |
| 2      | Germania    | 1   | 1       | 2      | 4      |
| 3      | Brasile     | 1   | 1       | 1      | 3      |
| 4      | Italia      | 1   | 0       | 2      | 3      |
| 5      | Francia     | 1   | 0       | 0      | 1      |
| 5      | Sudafrica   | 1   | 0       | 0      | 1      |
| 7      | Paesi Bassi | 0   | 3       | 0      | 3      |
| 8      | Grecia      | 0   | 1       | 1      | 2      |
| 9      | Ungheria    | 0   | 1       | 0      | 1      |
| Totale | Totale      | 7   | 8       | 6      | 21     |